# Hadronyche eyrei
Espèce
Synonymes
- Atrax eyrei Gray, 1984

Hadronyche eyrei est une espèce d'araignées mygalomorphes de la famille des Atracidae.

## Distribution
Cette espèce est endémique d'Australie-Méridionale. Elle se rencontre dans le Sud de la péninsule d'Eyre.

## Description
La femelle holotype mesure 18,14 mm.

## Étymologie
Son nom d'espèce lui a été donné en référence au lieu de sa découverte, la péninsule d'Eyre.

## Publication originale
- Gray, 1984 : The taxonomy of the Atrax adelaidensis species-group (Macrothelinae: Mygalomorphae) with notes on burrowing behaviour. Records of the South Australian Museum, vol. 18, p. 441-452 (texte intégral).